# Systematic Botany
Systematic Botany és una revista científica avaluada per experts que cobreix l'estudi de la botànica sistemàtica. Es publica trimestralment per l'American Society of Plant Taxonomists. D'acord amb la Journal Citation Reports, el 2010, la revista té un factor d'impacte de 1.897.
Systematic Botany es va establir a la primavera del 1976 sota la direcció del fundador William Louis Culberson (Universitat de Duke). L'actual redactor en cap és James F. Smith (Boise State University)).
L'American Society of Plant Taxonomists també publica la sèrie de monografies taxonòmiques avaluades per experts, Systematic Botany Monographs, des de 1980.

## Resum i indexació
Systematic Botany se resumeix i indexa a Agricola, Agris, BioOne, PubMed, Scirus i Science Citation Index Expanded.